# قائمة الصحفيين القتلى في سوريا
هذه قائمة بالصحفيين المحترفين والناشطيين الإعلاميين السوريين والأجانب الذين قتلوا خلال الأزمة السورية.

## الصحفيون المحترفون والناشطون الإعلاميون الذين قتلوا في سوريا
| تاريخ            | أسم                                                     | موقع                                       | ملاحظات                                                               | مصادر                                                                            |
| ---------------- | ------------------------------------------------------- | ------------------------------------------ | --------------------------------------------------------------------- | -------------------------------------------------------------------------------- |
| 25 سبتمبر 2014   | شخص غير محدد من مجموعة (الرقة تذبح بصمت) الإعلامية      | الرقة                                      | لايشار إلى الأسم لأسباب أمنية                                         | [ 1 ]                                                                            |
| 10 سبتمبر 2014   | محمد القاسم                                             | أدلب                                       | مراسل محطة راديو روزانا السوري                                        | [ 2 ]                                                                            |
| 2 سبتمبر 2014    | ستيفن سوتلوف                                            | غير معروف (تنظيم الدولة الإسلامية)         | مصور أمريكي مستقل                                                     | [ 3 ]                                                                            |
| 19 أغسطس 2014    | جيمس فولي                                               | غير معروف (تنظيم الدولة الإسلامية)         | مصور أمريكي مستقل                                                     | [ 4 ]                                                                            |
| 27 مايو 2013     | يارا عباس                                               | حمص (مطار الضبعة)                          | مراسلة قناة الأخبارية السورية                                         | [ 5 ]                                                                            |
| 6 ديسمبر 2013    | ياسر فيصل الجميلي (عراقي)                               | إدلب                                       | خُطف وأعدم من قبل جبهة النصرة                                          | [ 6 ]                                                                            |
| 15 نيسان 2013    | خليل إبراهيم الحاج علي                                  | درعا-خربة غزالة                            | ناشط إعلامي                                                           |                                                                                  |
| 1 ابريل 2013     | عبد الرحيم كور حسن                                      | دمشق                                       | راديو وطن أف أم                                                       | [ 7 ]                                                                            |
| 15 مارس 2013     | أحمد خالد شهيدة                                         | دمشق (داريا)                               | رئيس تحرير صحيفة"أنباء بلادي"                                         | [ 8 ]                                                                            |
| 10 مارس 2013     | غيث عبد الجواد                                          | دمشق                                       | ناشط إعلامي في المركز الإعلامي في القابون                             | [ 9 ]                                                                            |
| 10 مارس 2013     | عمر بدر الدين جنيد                                      | دمشق                                       | ناشط إعلامي في المركز الإعلامي في القابون                             | [ 10 ]                                                                           |
| 3 مارس 2013      | وليد جميل عميرة                                         | دمشق                                       | ناشط إعلامي في المركز الإعلامي في جوبر                                | [ 11 ]                                                                           |
| 25 فبراير 2013   | وليد عبد العزيز                                         | حمص (بابا عمرو)                            | ناشط إعلامي                                                           | [ 8 ]                                                                            |
| 24 فبراير 2013   | أوليفييه فويسن                                          | محافظة إدلب (جرح في سوريا وتوفي في تركيا ) | مصور فرنسي مستقل                                                      | [ 12 ]                                                                           |
| 19 فبراير 2013   | عدنان أبو عبدو                                          | درعا                                       | ناشط إعلامي                                                           | [ 13 ]                                                                           |
| 17 فبراير 2013   | محمد محمد                                               | دمشق                                       | ناشط إعلامي                                                           | [ 13 ]                                                                           |
| 17 فبراير 2013   | محمد سعيد الحاوي                                        | دمشق (القابون)                             | ناشط إعلامي                                                           | [ 13 ]                                                                           |
| 15 فبراير 2013   | يوسف عادل بكري                                          | حلب                                        | ناشط إعلامي                                                           | [ 13 ]                                                                           |
| 12 فبراير 2013   | حمادة عبد السلام الخطيب                                 | حمص                                        | ناشط إعلامي                                                           | [ 13 ]                                                                           |
| 11 فبراير 2013   | زيد أبو عبيدة                                           | دمشق                                       | ناشط إعلامي                                                           | [ 13 ]                                                                           |
| 6 فبراير 2013    | محمد كردي                                               | دمشق                                       | ناشط إعلامي                                                           | [ 13 ]                                                                           |
| 3 فبراير 2013    | عبد اللطيف خضر                                          | دمشق                                       | ناشط إعلامي                                                           | [ 13 ]                                                                           |
| 2 فبراير 2013    | نبيل النابلسي                                           | درعا                                       | ناشط إعلامي                                                           | [ 13 ]                                                                           |
| 27 يناير 2013    | محمد عبد اللطيف                                         | دمشق                                       | صحفي رياضي في موقع أخبار سوريا المؤيدة للحكومة                        | [ 14 ] [ 15 ]                                                                    |
| 18 يناير 2013    | محمد نمر المسالمة، ويعرف ايضاً ب محمد الحوراني ابو النمر | درعا البلد, محافظة درعا                    | مراسل قناة الجزيرة                                                    | [ 16 ] [ 17 ] [ 18 ]                                                             |
| 18 يناير 2013    | أمجد السيوفي                                            | سقبا(شرق دمشق)                             | ناشط إعلامي                                                           | [ 15 ] [ 18 ]                                                                    |
| 18 يناير 2013    | حسين الخضري                                             | سقبا(شرق دمشق)                             | ناشط إعلامي                                                           | [ 15 ]                                                                           |
| 17 يناير 2013    | ايفي ديبي (فرنسي/بلجيكي)                                | حلب                                        | أسو (مجلة فرنسية) (مؤسس وصحفي)                                        | [ 16 ] [ 18 ] [ 19 ]                                                             |
| 15 يناير 2013    | حمد أسعد الشهاب                                         | حمص                                        | ناشط إعلامي                                                           | [ 15 ] [ 18 ]                                                                    |
| 13 يناير 2013    | باسم فواز                                               | طفس (قرب درعا)                             | ناشط إعلامي                                                           | [ 15 ] [ 18 ]                                                                    |
| 4 يناير 2013     | سهيل محمد العلي                                         | دمشق او حلب                                | قناة الدنيا الفضائية                                                  | [ 20 ] [ 20 ] [ 21 ] [ 22 ] [ 23 ]                                               |
| 22 ديسمبر 2012   | حيدر السمودي                                            | دمشق                                       | وكالة الأنباء العربية السورية (SANA)                                  | [ 24 ]                                                                           |
| 12 ديسمبر 2012   | أنمار ياسين محمد                                        | دمشق (المزة )                              | مركز الاخبار السوري المؤيد للحكومة                                    | [ 25 ] [ 26 ]                                                                    |
| 6 ديسمبر 2012    | محمد خير شيخ خويضر                                      | عربين (شرق دمشق)                           | ناشط إعلامي                                                           | [ 13 ]                                                                           |
| 4 ديسمبر 2012    | ناجي أسعد                                               | دمشق (حي التضامن)                          | صحيفة تشرين السورية                                                   | [ 27 ]                                                                           |
| 30 نوفمبر 2012   | مروان حميد شربجي                                        | دمشق (داريا)                               | ناشط إعلامي                                                           | [ 13 ]                                                                           |
| 29 نوفمبر 2012   | محمد كريتم                                              | دمشق (داريا)                               | ناشط إعلامي                                                           | [ 13 ]                                                                           |
| 25 نوفمبر 2012   | محمد الخال                                              | دير الزور                                  | شبكة شام الإخبارية                                                    | [ 28 ]                                                                           |
| 21 نوفمبر 2012   | باسل توفيق يوسف                                         | دمشق (التضامن)                             | إعلامي لدى الإذاعة والتلفزيون السوري الحكومي                          | [ 28 ] [ 29 ] [ 30 ]                                                             |
| 20 نوفمبر 2012   | هوزان عبد الحليم محمود                                  | الحسكة (رأس العين)                         | ناشط إعلامي                                                           | [ 13 ]                                                                           |
| 19 نوفمبر 2012   | محمد الزهير النعيمي                                     | دمشق (البويضة)                             | ناشط إعلامي                                                           | [ 13 ]                                                                           |
| 18 نوفمبر 2012   | محمد الخالد                                             | حلب                                        | ناشط إعلامي                                                           | [ 13 ]                                                                           |
| 17 نوفمبر 2012   | عبد الجسن كاكا                                          | غير معروف                                  | ناشط إعلامي                                                           | >                                                                                |
| 16 نوفمبر 2012   | مصطفى كيرمان                                            | حلب                                        | ناشط إعلامي                                                           | [ 13 ]                                                                           |
| 5 نوفمبر 2012    | سامر كريشي                                              | عربين (شرق دمشق)                           | ناشط إعلامي                                                           | [ 13 ]                                                                           |
| 2 نوفمبر 2012    | حسن حيدر الشيخ حمود                                     | حمص                                        | ناشط إعلامي                                                           | [ 13 ]                                                                           |
| 1 نوفمبر 2012    | محمد خليل الوكعة                                        | دير الزور                                  | ناشط إعلامي                                                           | [ 13 ]                                                                           |
| 23 أكتوبر 2012   | فاطمة خالد سعد، المعروفة ايضاً بأسم فرح الريس            | اللاذقية                                   | ناشطة إعلامي                                                          | [ 8 ] [ 31 ]                                                                     |
| 23 أكتوبر 2012   | أنس الأحمد                                              | غير معروف                                  | ناشط إعلامي                                                           | [ 13 ] [ 31 ]                                                                    |
| 20 أكتوبر 2012   | عمر عبد الرزاق لطوف(العم)                               | حلب                                        | ناشط إعلامي                                                           | [ 31 ]                                                                           |
| 20 أكتوبر 2012   | محمد جمعة عبد الكريم لطوف (إبن أخو السالف ذكره)         | حلب                                        | ناشط إعلامي                                                           | [ 31 ]                                                                           |
| 10 أكتوبر 2012   | محمد الأشرم                                             | دير الزور                                  | قناة السورية الأخبارية (الأخبارية تي في))                             | [ 32 ]                                                                           |
| 3 أكتوبر 2012    | منى بكور                                                | حلب (ساحة سعد الله الجابري)                | جريدة الثورة الرسمية                                                  | [ 13 ]                                                                           |
| 2 أكتوبر 2012    | أحمد علي سعدة                                           | دمشق                                       | ناشط إعلامي وعمل لدى المجلس الوطني السوري                             | [ 13 ]                                                                           |
| 27 سبتمبر 2012   | محمد فايد عسكر                                          | دير الزور (القصور)                         | ناشط إعلامي                                                           | [ 13 ]                                                                           |
| 26 سبتمبر 2012   | عبد العزيز راغب الشيخ                                   | دير الزور (الجبلة)                         | ناشط إعلامي لدى شبكة الشام الإخبارية                                  | [ 13 ]                                                                           |
| 19 سبتمبر 2012   | عبد الكريم العقدة                                       | حمص                                        | ناشط إعلامي لدى شبكة الشام الإخبارية                                  | [ 13 ]                                                                           |
| 9 سبتمبر 2012    | ثامر العوام                                             | حلب                                        | صانع أفلام مستقل                                                      | [ 33 ]                                                                           |
| 6 سبتمبر 2012    | أنس العبد الله                                          | دمشق                                       | ناشط إعلامي                                                           | [ 13 ]                                                                           |
| 6 سبتمبر 2012    | تحسين التوم                                             | دمشق                                       | ناشط إعلامي                                                           | [ 13 ]                                                                           |
| 6 سبتمبر 2012    | نواف الهندي                                             | دمشق                                       | ناشط إعلامي                                                           | [ 13 ]                                                                           |
| 4 سبتمبر 2012    | محمد بدير القاسم                                        | حمص                                        | ناشط إعلامي                                                           | [ 13 ]                                                                           |
| 22 أغسطس 2012    | مايا ناصر                                               | دمشق                                       | بريس تي في                                                            | [ 34 ]                                                                           |
| 22 أغسطس 2012    | عمر حامد الزميل                                         | سوق الحريقة, حي أزرع، محافظة درعا          | ناشط إعلامي                                                           | [ 13 ] [ 35 ]                                                                    |
| 22 أغسطس 2012    | مصعب عود الله                                           | نهر عيشة, دمشق                             | جريدة تشرين الرسمية                                                   | [ 35 ] [ 36 ] [ 37 ] [ 38 ] [ 39 ]                                               |
| 20 أغسطس 2012    | ميكا ياماموتو                                           | حلب                                        | يابان برس                                                             | [ 40 ] [ 41 ]                                                                    |
| 11 أغسطس 2012    | علي عباس                                                | جديدة عرطوز, جنوب غرب مدينة دمشق           | صفي لدى وكالة سانا الأخبارية                                          | [ 42 ] [ 43 ] [ 44 ] [ 45 ]                                                      |
| 11 أغسطس 2012    | براء يوسف الباشي                                        | التل (ريف دمشق)                            | ناشط إعلامي                                                           | [ 42 ]                                                                           |
| 10 أغسطس 2012    | حامد أبو يحيى                                           | التل (ريف دمشق)                            | قناة الإخبارية السورية                                                | [ 42 ] [ 46 ] [ 47 ]                                                             |
| محمد عارف السعيد | جديدة عرطوز جنوب شرق دمشق                               | مقدم برامج لدى التلفزيون السوري الرسمي     | [ 42 ] [ 43 ] [ 48 ]                                                  |                                                                                  |
| 3 أغسطس 2012     | زهير محمد الشهير                                        | دير الزور                                  | ناشط إعلامي                                                           | [ 13 ]                                                                           |
| 3 أغسطس 2012     | أحمد سلام                                               | دمشق                                       | ناشط إعلامي                                                           | [ 13 ]                                                                           |
| 22 يوليو 2012    | محمد صدقي                                               | محافظة أدلب                                | ناشط إعلامي                                                           | [ 49 ]                                                                           |
| يوليو 2012       | محمد المسني                                             | القصير محافظة حمص                          | ناشط إعلامي ومخرج المركز الإعلامي في القصور                           | [ 50 ] [ 13 ]                                                                    |
| 18 يوليو 2012    | علي جابر الكعبي(عراقي)                                  | دمشق                                       | الرؤى (العراق)                                                        | [ 51 ] [ 52 ]                                                                    |
| 18 يوليو 2012    | فلاح طه (عراقي)                                         | دمشق                                       | الروئ (العراق)                                                        | [ 51 ] [ 52 ]                                                                    |
| 12 يوليو 2012    | أحسان البني                                             | دمشق (داريا)                               | صحيفة الثورة السورية                                                  | [ 13 ] [ 53 ] [ 54 ]                                                             |
| 4 يوليو 2012     | صهيب دياب                                               | دمشق                                       | ناشط إعلامي                                                           | [ 55 ] [ 56 ]                                                                    |
| 4 يوليو 2012     | علاء عمر جمعة                                           | كنسبا                                      | ناشط إعلامي                                                           | [ 57 ]                                                                           |
| 2 يوليو 2012     | محمد حمدي حلاق                                          | أعزاز (قرب حلب)                            | ناشط إعلامي                                                           | [ 55 ] [ 56 ]                                                                    |
| 28 يونيو 2012    | محمد علي الحميد                                         | دمشق (داريا)                               | ناشط إعلامي                                                           | [ 13 ]                                                                           |
| 28 يونيو 2012    | سامر خليل السلطة المعروف ايضاً بأسم (أبو يسر),           | دمشق (دوما (سوريا))                        | ناشط إعلامي                                                           | [ 13 ] [ 55 ] [ 56 ]                                                             |
| 27 يونيو 2012    | محمد شامة                                               | دمشق (دروشة)                               | قناة الإخبارية السورية                                                | [ 58 ] [ 59 ]                                                                    |
| 27 يونيو 2012    | زيد الخيل                                               | دمشق (دروشة)                               | قناة الإخبارية السورية                                                | [ 58 ] [ 60 ]                                                                    |
| 27 يونيو 2012    | سامي أبو أمين                                           | دمشق (دروشة)                               | قناة الإخبارية السورية                                                | [ 58 ] [ 61 ]                                                                    |
| 26 يونيو 2012    | وائل عمر براد                                           | جرجناز                                     | إعلامي مستقل                                                          | [ 13 ]                                                                           |
| 25 يونيو 2012    | قيس خالد حمورية                                         | دمشق (دوما)                                | إعلامي مستقل                                                          | [ 55 ] [ 56 ]                                                                    |
| 21 يونيو 2012    | حمزة محمود عثمان                                        | حمص                                        | إعلامي مستقل                                                          | [ 13 ] [ 62 ]                                                                    |
| 21 يونيو 2012    | عمر الغنطاوي                                            | حمص                                        | إعلامي مستقل                                                          | [ 55 ] [ 56 ]                                                                    |
| 16 يونيو 2012    | أحمد حمادة                                              | حمص (بابا عمرو)                            | إعلامي مستقل                                                          | [ 63 ]                                                                           |
| 15 يونيو 2012    | باسم بركات درويش                                        | الرستن(محافظة حمص)                         | إعلامي مستقل ومؤسس مركز الرستن الإعلامي                               | [ 64 ]                                                                           |
| 13 يونيو 2012    | إيهام يوسف الحريري                                      | حوران                                      | إعلامي مستقل                                                          | [ 13 ]                                                                           |
| 10 يونيو 2012    | خالد البكر                                              | القصير، محافظة حمص                         | ناشط إعلامي                                                           | [ 63 ] [ 65 ] [ 66 ]                                                             |
| 31 مايو 2012     | عبد الحميد أدريس مطر                                    | القصير، محافظة حمص                         | إعلامي مستقل                                                          | [ 13 ]                                                                           |
| 28 مايو 2012     | باسل شحادة                                              | حمص                                        | إعلامي مستقل                                                          | [ 67 ] [ 68 ] [ 69 ]                                                             |
| 28 مايو 2012     | أحمد العاصم                                             | حمص                                        | إعلامي مستقل                                                          | [ 70 ] [ 71 ]                                                                    |
| 27 مايو 2012     | عمار محمد سهيل زادة                                     | دمشق (الميدان)                             | مخرج شبكة الشام الإخبارية                                             | [ 13 ] [ 70 ] [ 72 ] [ 73 ]                                                      |
| 27 مايو 2012     | أحمد عدنان إشلاق                                        | دمشق (الميدان)                             | شبكة الشام الإخبارية                                                  | [ 70 ] [ 72 ] [ 74 ]                                                             |
| 27 مايو 2012     | لورنس فهمي النعيمي                                      | دمشق (الميدان)                             | شبكة الشام الإخبارية                                                  | [ 70 ] [ 72 ] [ 75 ]                                                             |
| 17 مايو 2012     | حسن أحمد أزهري                                          | اللاذقية                                   | إعلامي مستقل                                                          | [ 13 ]                                                                           |
| 4 مايو 2012      | عبد الغني كاكية                                         | حلب (صلاح الدين)                           | إعلامي مستقل                                                          | [ 76 ] [ 77 ] [ 78 ]                                                             |
| 17 ابريل 2012    | خالد محمد كبيشو                                         | إدلب                                       | إعلامي مستقل                                                          | [ 70 ] [ 79 ] [ 80 ]                                                             |
| 17 ابريل 2012    | علاء حسن الدوري                                         | محافظة حماة                                | إعلامي مستقل                                                          | [ 70 ] [ 79 ] [ 80 ]                                                             |
| 14 ابريل 2012    | سمير شلب الشام                                          | حمص                                        | إعلامي مستقل                                                          | [ 70 ] [ 80 ] [ 81 ]                                                             |
| 14 ابريل 2012    | أحمد عبد الله فكرية                                     | ادلب                                       | إعلامي مستقل                                                          | [ 70 ] [ 80 ]                                                                    |
| 6 ابريل 2012     | أنس الحولاني                                            | حمص                                        | إعلامي مستقل                                                          | [ 13 ]                                                                           |
| 29 مارس 2012     | أحمد محمد جبريل                                         | أدلب                                       | إعلامي مستقل                                                          | [ 13 ] [ 82 ]                                                                    |
| 26 مارس 2012     | وليد بليدي                                              | دركوش (قرب الحدود التركية)                 | صحفي بريطاني مستقل                                                    | \| publisher=The Guardian (UK) \|date=2012-03-28 \|accessdate=2012-08-28}}</ref> |
| 26 مارس 2012     | نسيم أنتريري (جزائري/فرنسي)                             | دركوش(قرب الحدود التركية)                  | صحفي بريطاني مستقل                                                    | [ 84 ] [ 85 ] [ 86 ] [ 87 ] [ 88 ]                                               |
| 26 مارس 2012     | جوان محمد غتنا                                          | الحسكة (درباسية)                           | ناشط إعلامي                                                           | [ 84 ] [ 87 ]                                                                    |
| 9 مارس 2012      | عمر كاكا                                                | دوما (قرب دمشق)                            | إعلامي مستقل                                                          | [ 13 ]                                                                           |
| 24 فبراير 2012   | عبد الله خالد عواد                                      | القصير، محافظة حمص                         | إعلامي مستقل                                                          | [ 13 ]                                                                           |
| 24 فبراير 2012   | أنس الطرشة                                              | حمص (القرابيص)                             | إعلامي مستقل                                                          | [ 70 ] [ 89 ]                                                                    |
| 22 فبراير 2012   | ريمي أوتليك (فرنسي)                                     | حمص                                        | مصور مستقل لدى وكالة التصوير(IP3) الصحفية                             | [ 90 ] [ 91 ] [ 92 ]                                                             |
| 22 فبراير 2012   | ماري كولفين (أمريكية)                                   | حمص                                        | الصنداي تايمز البريطانية                                              | [ 90 ] [ 93 ] [ 94 ] [ 95 ]                                                      |
| 21 فبراير 2012   | رامي السيد                                              | حمص (بابا عمر)                             | إعلامي مستقل                                                          | [ 70 ] [ 96 ] [ 97 ] [ 98 ]                                                      |
| 7 فبراير 2012    | مزهر طيارة                                              | حمص                                        | صحفي مستقل وكالة فرانس برس , جارديان (البريطانية) , دي والت (ألمانية) | [ 99 ] [ 100 ] [ 101 ] [ 102 ] [ 103 ]                                           |
| 5 فبراير 2012    | صلاح سامية مرجان                                        | كرم الزيتون (قرب حمص)                      | إعلامي مستقل                                                          | [ 13 ]                                                                           |
| 27 يناير 2012    | أسامة برهان إدريس                                       | حمص (الإنشائات)                            | إعلامي مستقل                                                          | [ 13 ]                                                                           |
| 11 يناير 2012    | جيل جاكيه (فرنسي)                                       | حمص                                        | فرنس 2                                                                | [ 104 ] [ 105 ] [ 106 ] [ 107 ]                                                  |
| 2 يناير 2012     | شكري راتب أبو برغال                                     | دمشق (داريا)                               | صحيفة الثورة الحكومية وراديو داماس                                    | [ 108 ] [ 109 ] [ 110 ] [ 111 ]                                                  |
| 28 ديسمبر 2011   | معاوية أيوب إبراهيم                                     | الرستن، محافظة حمص                         | إعلامي مستقل                                                          | [ 13 ]                                                                           |
| 27 ديسمبر 2011   | معتصم الصالح                                            | حمص                                        | إعلامي مستقل                                                          | [ 13 ]                                                                           |
| 27 ديسمبر 2011   | باسل السيد                                              | حمص (بابا عمر)                             | إعلامي مستقل/منتج فيديو                                               | [ 112 ] [ 113 ]                                                                  |
| 21 ديسمبر 2011   | رامي أسماعيل أقبال                                      | سجن سوري                                   | إعلامي مستقل                                                          | [ 13 ] [ 62 ]                                                                    |
| 15 ديسمبر 2011   | بلال جيباس                                              | إدلب (كفر ترما)                            | إعلامي مستقل                                                          | [ 13 ]                                                                           |
| 15 ديسمبر 2011   | حمزة خالد أمير                                          | شمسين (قرب حمص)                            | إعلامي مستقل                                                          | [ 13 ]                                                                           |
| 6 ديسمبر 2011    | فراس برشان                                              | حمص                                        | إعلامي مستقل                                                          | [ 13 ]                                                                           |
| 26 نوفمبر 2011   | نزار عدنان حمصة                                         | حمص                                        | إعلامي مستقل                                                          | [ 13 ]                                                                           |
| 20 نوفمبر 2011   | فرزاد جربان                                             | القصير، محافظة حمص                         | مصور مستقل                                                            | [ 114 ] [ 115 ] [ 116 ]                                                          |
| 5 مايو 2011      | أحمد سليمان ضاحك                                        | حمص                                        | إعلامي مستقل                                                          | [ 13 ]                                                                           |

## صحفيون محترفون وناشطون إعلاميون قتلوا خارج سوريا
| تاريخ          | أسم                | موقع                            | ملاحظات                         | مصادر           |
| -------------- | ------------------ | ------------------------------- | ------------------------------- | --------------- |
| 17 سبتمبر 2012 | صحفي غير معروف     | عرسال (لبنان)                   | قُتل بقذيفة أطلقت من طائرة سورية | [ 117 ] [ 118 ] |
| 9 ابريل 2012   | علي شعبان (لبناني) | وادي خالد، لبنان (مدينة حدودية) | مصور قناة الجديد التلفزيونية    | [ 119 ] [ 120 ] |
|                |                    |                                 |                                 |                 |

## صحفيون محترفون قتلوا لأسباب أخرى
| تاريخ          | أسم                  | موقع                   | ملاحظات                             | مصادر           |
| -------------- | -------------------- | ---------------------- | ----------------------------------- | --------------- |
| 16 فبراير 2012 | أنتوني شديد (أميركي) | الحدود السورية التركية | توفي بنوبة ربو أثناء عمله في سوريا. | [ 121 ] [ 122 ] |
|                |                      |                        |                                     |                 |

## صحفيون محترفون وناشطون إعلاميون فقدوا ثم أطلق سراحهم
| تاريخ                        | أسم          | موقع       | ملاحظات                                                 | مصادر           |
| ---------------------------- | ------------ | ---------- | ------------------------------------------------------- | --------------- |
| 29 مايو 2011 - 18 ابريل 2011 | دوروثي برفيز | دمشق       | قناة الجزيرة. تحمل جوازات سفر إيرانية، أمريكية، وكندية. | [ 123 ] [ 124 ] |
| 13 - 17 ديسمبر 2013          | ريتشارد أنجل | معرة مصرين | ان بي سي                                                | [ 125 ]         |
|                              |              |            |                                                         |                 |